# カーネギー (お笑いコンビ)
カーネギーは、吉本興業福岡支社所属のお笑いコンビ。

## 略歴
NSC福岡校1期卒業。卒業時はピン芸人・中村圭太とのトリオだったが、中村の脱退以降はコンビとして活動。コンビ名はトリオ結成時に松相と中村がデール・カーネギーの著書を愛読書としていたことに由来。M-1グランプリには結成当初から参加しており、2023年には福岡NSC出身者として初めて3回戦まで進出した。よしもと福岡劇場の若手選抜「福岡ネクストメンバー」の一組。

## メンバー
松相 遼（まつそう りょう、1995年10月15日（29歳） -）O型
ツッコミ担当。
熊本県熊本市東区健軍出身。熊本第二高校卒業、鹿児島大学中退。
趣味は散歩、サイクリング、釣り、読書、映画鑑賞。特技は即興ラップ。
ブラナビのCMに出演。

さわ とおる（旧芸名及び本名：澤 徹〈読み同じ〉1993年11月17日（31歳） -）
ボケ担当。
熊本県上天草出身。城北高校卒業。在校中は野球部に所属。1学年上に福岡ソフトバンクホークスの牧原大成がいる。
趣味は野球、競馬、釣り、スポーツ観戦。特技はジャイアンのモノマネ。

## 芸風
主に漫才。

## 出演
- 福岡よしもと エモメンラジオ（fm fukuoka、2019年4月 - 2020年3月）
- Weekend more radio!!〜7サタ〜（fm fukuoka、2020年4月 - 2022年3月）※松相のみ
- Weekend more radio! OH! HEY! YO! ～オー・ヘイ・ヨー～（fm fukuoka、2022年4月 - ）※松相のみ[6]
- 地元検証バラエティ 福岡くん。（FBS福岡放送、2024年10月20日））※松相のみ
- よしもと天神一丁目!（RKBテレビ）※不定期
- 第∞世代〜ここまでどうですか?〜（TNCテレビ西日本）※不定期